# نزار محمد العدساني
نزار محمد العدساني هو رجل أعمال كويتي، شغل منصب نائب رئيس مجلس الإدارة والرئيس التنفيذي لمؤسسة البترول الكويتية.

## التعليم
حصل نزار علي درجة البكالوريوس في الهندسة الميكانيكية من جامعة ولاية ساوث داكوتا.

## المسيرة المهنية
بدأ نزار العدساني مسيرته المهنية في شركة نفط الكويت (KOC) عام 1984 كمهندس ميكانيكي، وتدرج في المناصب حتى أصبح مشرفًا على مشاريع الهندسة عام 1993، ثم رئيسًا للتخطيط التشغيلي في عام 1997، ولاحقًا مشرفًا عامًا لإدارة المشاريع في عام 1999. انتقل إلى مؤسسة البترول الكويتية (KPC)، حيث تولى منصب مدير التخطيط وتنسيق الاستثمارات في القطاع الأعلى (Upstream) منذ عام 1999 وحتى عام 2004.
في عام 2004، عُين مديرًا تنفيذيًا لإدارة الأعمال في عمليات الخفجي المشتركة (KJO)، وأصبح عضوًا في اللجنة التشغيلية المشتركة. وفي نوفمبر 2007، تمت ترقيته إلى نائب العضو المنتدب في الشركة الكويتية لنفط الخليج، كما أصبح عضوًا في مجلس إدارة شركة الاستكشافات البترولية الخارجية الكويتية (KUFPEC). كما عين نائبًا للعضو المنتدب لعمليات الخفجي المشتركة، وعضوًا في اللجنة التنفيذية المشتركة. في أكتوبر 2009، عُين نزار رئيسًا للجنة التشغيلية المشتركة في عمليات الخفجي، وبقي في هذا المنصب حتى عام 2011. في العام نفسه، أصبح عضوًا في مجلس إدارة لجنة عمليات الخليج الكويتية، وفي الفترة من 2011 إلى 2013 شغل منصب رئيس مجلس الإدارة والعضو المنتدب لشركة الاستكشافات البترولية الخارجية الكويتية (KUFPEC).
شغل نزار منصب نائب رئيس مجلس الإدارة والرئيس التنفيذي لمؤسسة البترول الكويتية (KPC) من مايو 2013 حتى ديسمبر 2018.
يدلي نزار بتصريحات منتظمة حول تطورات مؤسسة البترول الكويتية وقطاع الطاقة، ويشارك في مؤتمرات وفعاليات دولية متعلقة بالصناعة النفطية والطاقة.